# 中大學生報
《中大學生報》是香港中文大學的學生擔任編採作的刊物，由中大學生會屬下的中大學生報出版委員會（簡稱「報社」）出版。出版委員會受學生會代表會監察。報社現址是香港新界沙田香港中文大學范克廉樓307室。
《中大學生報》是一份期刊，現時通常每兩個月出版，每次印四至五千份：「校園版」報導校園新聞和輯錄相關評論；其他主要版面包括社會、專題、生活、性別、情色、專欄和投稿。除了在香港中文大學派發之外，也會送至其他大專院校及社區組織，供人免費取閱。報社或按情況需要，不時出版特刊、號外，或者發公開信。
《學生報》舊時不予釘裝，印刷成報紙一樣的大開型報章（broadsheet），直至2000年為止。現時每月定期出版的《學生報》均釘裝成書，封面標明「中大學生報」，號外或特刊的報頭亦已統一為「中大學生報」（但不一定使用書法字體「中大學生報」，尤其是2016/17學年多數期數）。
在2000年代初前，報社除了出版《中大學生報》外，亦另行出版釘裝成書的《中大學生》雜誌。
2021年，中大學生會宣布解散後，報紙失去會室同出版資金。2022年8月更名為《大學社區報》。
2024年3月，《大學社區報》因在中大內擺放刊物的報架被校方移除，宣佈暫停實體刊物發佈。

## 報社架構
中大學生報出版委員會有時或簡稱「報社」，是經過全體中文大學本科生投票而成立的學生組織，與學生會幹事會及中大校園電台擁有同等地位。根據中大學生會會章規定，中大學生報出版委員會分別由民選委員及委任委員組成。
因應參與報社的人數多寡，民選委員共8至12人。參選報社的內閣，成員必須包括來自各成員書院學生會之基本會員。報社以內閣形式，由全體會員經投票選出，負責組織出版委員會。
報社民選委員共有：
- 總編輯1人，為出版委員會最高負責人，是出版委員會主席，對外代表出版委員會；
- 副總編輯2人，負責協助總編輯處理一切事宜；
- 執行編輯2人，負責處理一切出版事宜；
- 秘書1人，負責處理一切秘書事宜；
- 財政1人，負責處理一切財政事宜；
- 資料主任1至5人，負責主持中大學生會資料中心及處理出版委員會一切資料事宜。

委任委員乃由民選委員推薦，須經代表會同意和委任。
報社任期為每年一任，由每年3月1日至翌年2月底止。

## 歷史
《中大學生報》可追溯至1967年底的崇基新亞聯合三院學生報聯刊，由三所中大成員書院學生會旗下的報刊編輯聯合出版。但當時仍未有「中大學生報」之名。正式的《中大學生報聯刊》則始於1969年底，由三院學生報的編輯共同組織編委會出版。這情況一直維持至1970年底。1971年中大學生會成立，《中大學生報》正式開始隸屬中大學生會幹事會之下，也去掉「聯刊」二字。自1975年開始，《中大學生報》從幹事會中獨立出來，由總編輯及2位執行編輯組成的3人內閣，直接由全民投票選出，不再隸屬幹事會。
早期《中大學生報》以一屆為一卷，由1969年第一卷起至1978年第十卷止，《中大學生報》均為八開度，即半份日報的大小。由1979年第十一卷開始，則縮少一半，改為十六開度的雜誌形式。而由1980年開始，就不再用「卷」之名。
於1977年，時任總編輯李煒佳曾出版《編輯手冊》乙冊作訓練教材，由於內容實用，後李煒佳與何良懋(《大專同學會》總編輯)及李植悅(《聯合學生報》總編輯)將《編輯手冊》增訂成書公開出版及發售，廣為當年香港出版業者採用。
【李煒佳《〈中大學生報〉簡史》一文，載1978.9.12《中大學生報》; 及李煒佳《〈中大學生報簡史〉補遺》一文，載1978.11.9《中大學生報》；以上二文，可作參考。】

## 特色和爭議
中大學生報的言論及風格與香港主流傳媒大相逕庭，近年，他們掀起不少軒然大波。

### 粗口字事件
《中大學生報》在2004年9月號中刊登了一篇題為《講普選？你講咩撚野呀──論普選理據，兼論代議政制》的文章，因標題中包含粗口字眼，經幾份報章報導後，引起中大校園內外一連串反響。對此，學生報於2004年11月發表了《道德高地的虛妄》 作出回應。

### 情色版事件
由2006年12月開始，《中大學生報》加插「情色版」，內容包括性信箱、性幻想、故事，介紹性電影及性書本；亦刊發問調查—調查大學生的性態度。問卷十四條問題中，包括問讀者有否試過幻想與父母親或兄弟姊妹做愛（亂倫），及最想與甚麼動物做愛（人獸交），引起部分人士不滿，並作出投訴。時任總編輯曾昭偉表示，製作「情色版」是希望引起讀者探討性觀念，營造開闊討論性與慾望的空間。
從5月初一個多星期內，該事件在香港社會內所引起的風波甚為深廣，從最初涉及談性問題的態度，延伸至大是大非如：出版自由、言論自由、傳媒的社會責任、學術自主、教育制度、政府機關的審裁尺度、以至社會內各勢力的矛盾和宗教、政治角力；亦從校內異議，發展到涉及司法；從圈子糾紛，發展到公開論證，這事件引發了香港社會各界人士認真和嚴肅地深思和討論有關的課題。

### 馬料水報事件
四十五中會期期間，中大學生會兩個法定校園媒體出缺。幹事會「野草」遂繞過成文法及代表會，自行成立一個名為「中大學生會幹事會校園記者小組」的屬下組織，取代出缺的中大學生報及校園電台的校園媒體地位。該小組大部份成員來自遭到取消參選資格的第四十五屆中大學生報編輯委員會候選內閣。
2015年9月起，校園記者小組於網上發表文章。至同年11月，校園記者小組更向代表會申請撥款用作發行印刷版常刊，性質與中大生學報雷同。由於同一時期，城大學生會正處理該會的校園媒體脫離幹事會架構的公投。而在此時中大學生會幹事會卻下設校園媒體，被批評為侵犯第四權及大倒退。
最終事件一年後，中大代表會將校園記者小組定性為非法組織，並指馬料水報揶用中大學生會名義發佈信息。

### 2017年中大學生報選舉風波
2017年1月，中大學生會舉行周年大選，其中學生報出版委員會歷史性出現俗稱「撼莊」的差額選舉，由兩個內閣「破駢」及「螢」競逐。當中，「螢」屬於經當屆學生報「傾莊」活動下組成的候選內閣，一直被人質疑為「嫡系」，亦不斷有聲音指當屆學生報成員偏幫「螢」。至2月21日，Facebook專頁CUHK Secrets貼出多幅截圖，指控多名時任或前學生報出版委員會成員及學生報委任的選舉委員會委員涉嫌以學生報資源為「螢」助選及攻擊「破駢」；更有學生報委任選委委員向「螢」提供首日投票的投票率，事件引起中大學生嘩然。
翌日，中大學生會會長周竪峰指收到更多所謂證據，並向中大學生會代表會提案，要求審理兩名選舉委員涉嫌選舉舞弊事宜。經代表會審理後，先後彈劾兩名選委 ，及排期處理更多的指控。其間，代表會須多次召開臨時會議，以處理大量證供及陳詞。審理完畢的指控亦多數成立。
2月25日，中大學生會選舉結果出爐，「螢」以多出一千票勝出學生報選舉，但隨即被質疑其勝出是時任學生報干預下的結果，屬選舉舞弊。另一內閣「破駢」隨即致函要求就選舉結果進行上訴。至3月9日，選舉委員會接納「破駢」的選舉呈請，並由代表會通過推翻選舉結果，成立臨時行政委員會，即時接管中大學生報及準備進行補選。
3月14日，「螢」有成員何正男自爆是「破駢」安插的兩名間諜之一，負責搜集黑材料，因不值「破駢」所為而倒戈揭發事件。他同時發佈周竪峰的電話錄音，周在錄音中建議「破駢」可透過指控對手由「上莊」扶植，以爭取選民支持：「佢（螢）係咪真係嫡系莊呢，係唔緊要嘅，問題係呢，你搞到佢哋係⋯⋯但係佢哋會極力否認啦，咁你就鋪天蓋地係咁??佢得喇。」指控中大學生會前會長周竪峰協助破駢抹黑對手。周其後於社交網站澄清，在選舉期間未有幫助「破駢」助選。

### 改名
2022年8月11日，中大學生報的facebook專頁改名為「大學社區報」，同時更新頭像。原因是中大學生會宣布「解散」，中大學生報沒有出版資金和會室使用。但為了繼續服務同學，因而註冊成立全新組織和改名，但形容為「難聽」。然而改名後的「大學社區報」編輯人員均並未公開競選。

## 著名前報社編輯
- 黃偉豪70編委主席
- 洪長泰71編委主席
- 廖淦標72編委主席
- 黎廷瑤73編委主席
- 梁卓恩1974總編輯
- 區展源1975總編輯
- 鍾嶺崇1976總編輯
- 李煒佳1977總編輯
- 吳慕姿1978總編輯
- 張志剛1979總編輯
- 符俊傑1980總編輯
- 陳玉峰
- 羅永生
- 邱誠武
- 李偉儀
- 周保松
- 鄒旻芳
- 鄧小樺
- 孔誥烽

## 外部連結
- 《中大學生報》官方網站（页面存档备份，存于）

### 粗口字事件
- 粗口事件回應：《道德高地的虛妄》